# Gerrit Toornvliet
Gerrit Toornvliet (IJmuiden, 30 januari 1908 – Bloemendaal, 18 februari 1981) was een Nederlandse predikant die bekend werd door zijn radioprogramma's via Radio Bloemendaal en later diverse zeezenders.

## Levensloop

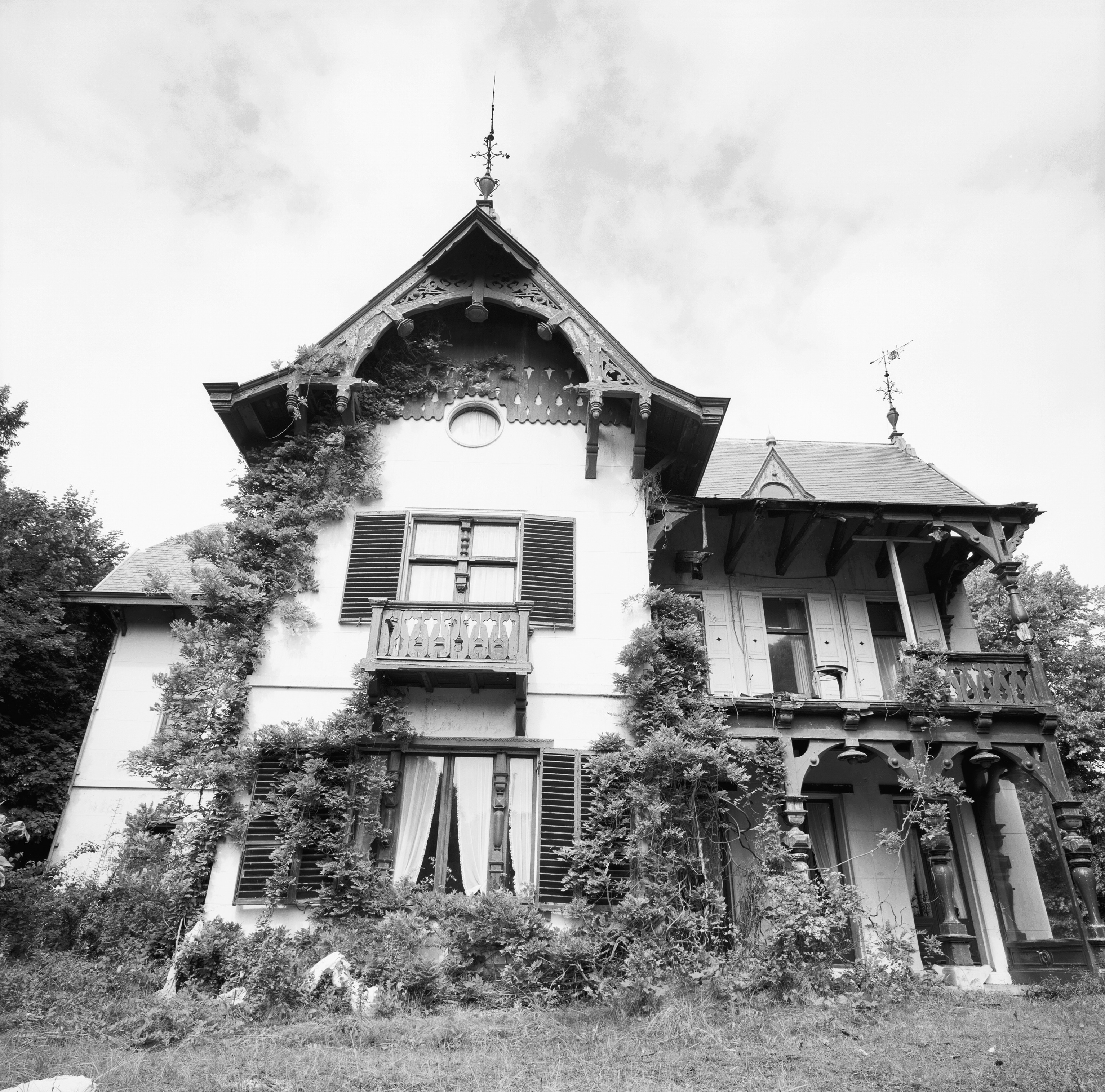
Villa Duin-Ouwe werd gekocht door de Stichting Radiogemeente, als Pastoraal Centrum

Toornvliet bezocht de HBS van Haarlem en studeerde theologie aan de Vrije Universiteit van Amsterdam. Op 3 november 1935 werd hij predikant van de Gereformeerde Kerk in Nieuwerkerk aan den IJssel. Daarna werkte hij als predikant in Wolfheze, waar hij tijdens de Tweede Wereldoorlog onderduikplekken voor mensen in nood regelde, waaronder Nederlandse voormalige militairen die in 1943 opnieuw in krijgsgevangenschap moesten. In 1944 vertrok Toornvliet naar Groningen, waar hij de vrijmaking meemaakte, die hij fel bestreed. Daarna was hij studentenpredikant in Leiden, tot hij in 1956 in Bloemendaal terechtkwam. In de jaren 60 en 70 gaf Toornvliet godsdienst op het Visser 't Hooft Lyceum in Leiden.
Toornvliet maakte deel uit van de zogeheten Groep van Achttien. Dit was een groep van achttien predikanten die in april 1961 opriep tot het samengaan van de Nederlandse Hervormde Kerk en de Gereformeerde Kerken in Nederland. Dit was de aanzet van het proces waaruit ruim veertig jaar later de Protestantse Kerk in Nederland voortkwam.
In Bloemendaal bezat de kerk een middengolf-radiozender, waardoor Toornvliet bekend werd in het hele land. Rond zijn prediking ontstond een "radiogemeente", en Toornvliet hield kerkdiensten op diverse plaatsen in het land, waarbij hij ook avondmaal vierde buiten verantwoordelijkheid van zijn eigen kerkenraad. Doordat hij zich niet altijd hield aan kerkelijke regels, kwam hij meermalen in aanvaring met de kerkelijke instanties. Hierdoor werd Toornvliet in 1968 geschorst, waarna hij de Stichting Radiogemeente oprichtte en verderging bij onder andere Radio Luxembourg, Radio Caroline en van 19 februari 1978 – 1980 Radio Mi Amigo. Met zijn grote bekendheid als radiodominee was het echter gedaan.

De Stichting Radiogemeente bestaat tot op de dag van vandaag; zij houdt regelmatige kerkdiensten in Amsterdam, Oegstgeest en Den Haag en zendt uit via een aantal lokale omroepen.

## Werken

### Boeken
- Leven is toch overwinnen (Bundel radiopreken) (1969)
- Apologie (verweerschrift n.a.v. het conflict met de Particuliere Synode v.d. Gereformeerde Kerken in Noord-Holland) (1968)
- Dit is uw leven (1968)
- Overstappen voor Bethlehem (samen met andere theologen) (1961)
- De duivel onder ons (uit het dagboek van Lucifer) (1959)
- Gereformeerden wat nu! (samen met dr. H.J. Westerink) (1952)
- Het dogma der kerk (samen met prof dr G.C. Berkouwer en andere theologen) (1949)
- Elke Dag, Bijbelsch dagboek (G. Toornvliet e.a.) (1946)

- Biografisch Portaal: 33956687
- International Standard Name Identifier: 0000 0000 4901 1019
- Library of Congress Control Number: no2006071596
- Nederlandse Thesaurus van Auteursnamen: 074666819
- Virtual International Authority File: 39132533
- WorldCat: E39PBJkHjBGtdGKcMMW4XHtqcP